# Лоте Фрис
Лоте Фрис (дан. Lotte Friis; Херсхолм, 9. фебруар 1988) је данска пливачица слободним стилом.
У дисциплини 1.500 метара слободним стилом прву медаљу од међународног значаја освојила је на Европском првенству у Ајндховену 2008. На Летњим олимпијским играма 2008. у Пекингу на 800 метара слободно освојила је бронзу.
На Светском првенству у пливању 2009. у Риму осваја две медаље златну на 800, а сребрну на 1.500 метара слободно. Резултат који је постигла на 800 метара био је још важећи рекорд светских првенстава у великим базенима. Током Европског првенства на малим базенима 2009. у Истанбулу, постала је првак Европе на 800 м, а друга на 400 м.
На такмичењу у Birkerød у 29. новембра 2009. поставила је светски рекорд у дисциплини 1.500 метара слободним стилом на малим базенима.